# Secrétaire en chef pour l'Irlande

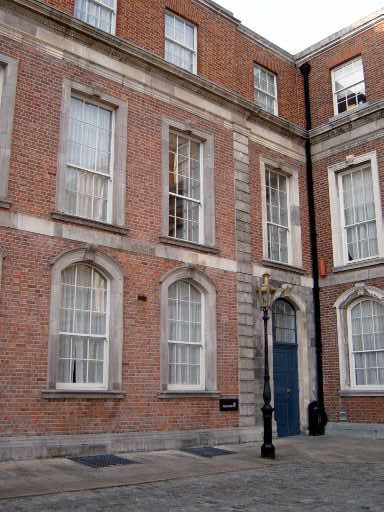
Bâtiment du secrétaire en chef pour l'Irlande, à Dublin.

Le secrétaire en chef pour l'Irlande (en anglais : Chief Secretary for Ireland) est un poste politique britannique en Irlande sur la période 1566-1922.
Subordonné du Lord lieutenant d'Irlande, il faisait partie du Cabinet.
Hamar Greenwood est le dernier secrétaire en chef pour l'Irlande entre 1920 et 1922.